# Edmund Hillary
Edmund Percival Hillary (Auckland, 20 de julio de 1919-Auckland, 11 de enero de 2008) fue un alpinista, explorador y filántropo neozelandés. El 29 de mayo de 1953, Hillary y el sherpa nepalí Tenzing Norgay se convirtieron en los primeros montañeros que lograron alcanzar con éxito la cima del monte Everest, el más alto del mundo. Formaban parte de la novena expedición británica al Everest. 
Hillary se interesó por el alpinismo cuando estudiaba secundaria y realizó su primer ascenso importante en 1939 haciendo cima en el monte Ollivier, en su Nueva Zelanda natal. Durante la Segunda Guerra Mundial (1939-1945) sirvió en la Real Fuerza Aérea de Nueva Zelanda como piloto de altura. Antes de la expedición al Everest en 1953, Hillary fue parte de una expedición de reconocimiento a la montaña en 1951, así como de un infructuoso intento de coronar el Cho Oyu en 1952. Años después, en 1958, alcanzó el Polo sur como miembro de la Expedición Trans-Antártica de la Commonwealth y en 1985 llegó al Polo norte en una aventura en la que también estuvo el astronauta Neil Armstrong, primer hombre en pisar la Luna. Se convirtió así en la primera persona en estar en ambos polos y en la cima de la montaña más alta. 
Después de ascender el Everest, Hillary dedicó gran parte de su vida a ayudar al pueblo sherpa de Nepal a través de la organización Himalayan Trust, fundada por él y responsable de la construcción de varios hospitales y escuelas en el país. Desde 1985 hasta 1988 actuó como Alto Comisionado de Nueva Zelanda para India y Bangladés, y simultáneamente como embajador de su país en Nepal. Hillary recibió numerosos honores, como la Orden de la Jarretera en 1995. A su muerte en 2008, se le dedicó un funeral de estado.

## Primeros años
Hillary nació del matrimonio formado por Percival «Percy» Augustus (1885-1965) y Gertrude (1892-1965), cuyo apellido de soltera era «Clark», en Auckland, Nueva Zelanda, el 20 de julio de 1919. Su padre, Percy, había servido en Galípoli bajo el 15.º regimiento (Auckland del Norte) y fue dado de baja del ejército por «[estar] no apto médicamente» en 1916; al volver a Nueva Zelanda, se casó con Gertrude. Por otra parte, su abuelo Edmund Raymond Hillary (n. 1836) nació en Lancashire, Inglaterra, donde trabajaba como relojero, pero emigró al norte de Wairoa a mediados del siglo XIX. Contrajo matrimonio con una tal Anne «Ida» Fleming, oriunda de Irlanda, con quien tuvo cuatro hijos. Sus bisabuelos maternos, los Clark, tienen su origen en la región de Yorkshire, Inglaterra.
En 1920, su familia se mudó a la localidad de Tuakau, en el sur de Auckland, debido a que Percy recibió un terreno de 8 acres (3,2 ha) por su condición de soldado retornado. Antes de la guerra, este había trabajado como periodista, por lo que pronto se convirtió en editor fundador del periódico semanal Tuakau District News, además de iniciarse como apicultor. Edmund tenía una hermana, June (n. 1917) y un hermano, Rexford «Rex» Fleming (n. 1920).
Fue educado en la Tuakau Primary School y después en la Auckland Grammar School. Terminó sus estudios primarios a la edad de once años, esto es, dos antes, aunque en la escuela obtuvo notas promedio. Su madre quería que fuera a una «buena escuela», a pesar de que eso le obligó a tomar el tren e ir en bicicleta hasta la estación antes de las siete de la mañana y regresar a las seis de la tarde durante tres años y medio —cada trayecto requería una hora y cuarenta minutos—. Sin embargo, la familia acabó mudándose a Remuera, Auckland, en su último de los cuatro años en la escuela primaria.
Al principio, era más pequeño que sus compañeros y tímido, y no disfrutaba su estancia en el colegio, donde no podía llevar a cabo actividades extracurriculares por su excesivo tiempo de transporte. No obstante, posteriormente creció hasta alcanzar los 1,90 m. y la confianza en sí mismo creció tras apuntarse a clases de boxeo.
Su interés por la escalada empezó a los dieciséis años tras un viaje escolar al monte Ruapehu en 1935, donde mostró más afición por el senderismo que en estudiar y dijo que «quería ver el mundo». Posteriormente acudió a la Universidad de Auckland y se unió al club de senderismo de allí, pero en 1938, «tras dos años notablemente infructuosos estudiando matemáticas y ciencia», dejó la educación formal.
Por ende, se convirtió en apicultor junto con su padre y su hermano Rex, con unas 1600 colmenas que atender, miles de cajas de miel de 40 kg que manejar, y entre doce y cien picaduras de abeja diarias. De esta forma, cuidaba de los insectos en verano y se concentraba en la escalada durante el invierno. A su vez, su padre también editó la revista The N.Z. Honeybee y su madre fue célebre por alimentar y vender abejas reina.
En 1938, la familia fue a escuchar a Herbert Sutcliffe, proponente de una filosofía llamada «vida radiante», de la que se convirtieron en miembros fundadores, mientras que la madre también ejerció como secretaria en 1939. Edmund fue a Gisborne como asistente de Sutcliffe y en 1941 tomó exámenes para llegar a ser maestro de la filosofía; de hecho acertó el 100 %. Su primera conferencia fue sobre: «Inferioridad: causa y cura»; al respecto, dijo que en su asociación de cinco años con el movimiento «aprendió a hablar con seguridad desde la tribuna; a pensar más libremente en temas importantes; a mezclarme más fácilmente con una gran variedad de gente». Entre los principios se incluían la alimentación saludable —como las ensaladas que se llevaba su hermana a la universidad— y el pacifismo. Igualmente, se unió al club de senderismo del grupo filosófico, donde desarrolló aún más su pasión por las actividades al aire libre en las cordilleras Waitakere.
En 1939, completó su primer ascenso relevante al coronar la cumbre del monte Ollivier, cerca del monte Cook en los Alpes del Sur. Su nuevo pasatiempo le trajo nuevos amigos, como Harry Ayres y George Lowe, quienes se convirtieron en «los primeros auténticos amigos que nunca había tenido».

## Segunda Guerra Mundial
Tras el estallido de la Segunda Guerra Mundial, Hillary solicitó unirse a la Real Fuerza Aérea de Nueva Zelanda —RNZAF, por sus siglas en inglés—, pero rápidamente retiró su aplicación, debido a que empezó a ser «acosado por [su] conciencia religiosa». No obstante, con la llegada al país del reclutamiento forzoso en 1943 por la expansión de Japón por el Pacífico, este terminó alistándose en la RNZAF como piloto de altura del escuadrón n.º 6 y posteriormente del n.º 5 al mando de unidades Consolidated PBY Catalina. En 1945 fue destinado a Fiyi e Islas Salomón, donde sufrió una quemadura grave en un accidente.

## Expediciones
En enero de 1948, Hillary y otros ascendieron por la cresta sur al monte Cook, el punto más alto de Nueva Zelanda. También formó parte de un arduo rescate en La Perouse donde se hizo amigo del también alpinista Norman Hardie.
En 1951, fue parte de la expedición británica de reconocimiento del Everest dirigida por Eric Shipton. antes de unirse a la que terminó exitosamente en 1953. En 1952, tanto Hillary como Lowe fueron parte del equipo británico comandado también por Shipton que intentó el Cho Oyu. Después de fallar por la falta de camino a través del lado nepalí, Hillary y Lowe cruzaron el paso de Nup La y alcanzaron el al antiguo campo base II, en la cara norte, donde todas las expediciones previas se habían guarnecido.

### Expedición al Everest en 1953
En 1949, la ruta escalable sólidamente establecida hacia la cumbre del Everest fue cerrada por el Gobierno chino, que ahora controlaba el Tíbet. Al mismo tiempo, su par nepalí solo permitía una o dos expediciones cada año. Una expedición suiza —en la que Tenzing estuvo presente— intentó alcanzar la cima en 1952, pero fue forzada a dar marcha atrás por mal tiempo y problemas con el equipo de oxígeno a 800 pies (243,8 m) del final.
En 1952, Hillary se enteró de que tanto él como Lowe habían sido invitados por el Joint Himalayan Committee para el intento británico de 1953 e inmediatamente aceptaron. Shipton había sido nombrado líder, pero fue reemplazado por John Hunt. Inicialmente, Hillary se opuso, aunque luego fue sorprendido por la energía y determinación de Hunt. Hunt pidió a Charles Evans y Hillary que formasen junto con él un grupo de planificación de tres personas para la expedición. Hunt escribió:

Las pruebas de Hillary en el Himalaya habían mostrado que sería un fuerte aspirante, no solo para el Everest, sino para [cualquier] partida [hacia otra] eventual cumbre. Cuando me reuní con Shipton el otoño anterior, recuerdo bien [a él] profetizando esto; y cuánta razón tenía. Bastante excepcionalmente fuerte y abundante en una incansable energía, en posesión de una mente ambiciosa que borró del mapa todos los obstáculos sin probar, la personalidad de Ed Hillary había hecho una huella en mi mente. a través de sus amigos Cho Oyu y Reconnaissance, y a través de sus cartas a mí.

Hillary tenía la esperanza de escalar con Lowe, pero Hunt hizo dos equipos para el ascenso: uno con Tom Bourdillon y Charles Evans, y otro con él y Tenzing. Por tanto, Hillary hizo un esfuerzo por entablar amistad con Tenzing. Hillary escribió: «Tenzing tenía [una] ambición sustancialmente mayor a la de cualquier sherpa que hubiese conocido».
La expedición de Hunt necesitó de más de cuatrocientas personas, incluyendo 362 cargadores, veinte guías sherpas, además de un total de 10 000 libras (4535,9 kg) de equipaje. Lowe supervisó desde la cara Lhotse, una vasta y empinada pared de hielo, mientras que Hillary fue pionero con una ruta a través de la cascada de hielo de Khombu.
El cámara Tom Stobart fue compañero de habitación de Hillary en Katmandú y lo describió como:

Un esqueleto tan alto como yo lo era, una cara delgada como un hacha de mano, y parecían atadas juntas con acero... Acababa de hacer pedazos un soplete de goma y no podía volver a armarlo. Esta máquina humana se hizo cargo. «Vamos a intentarlo», dijo, usando una expresión que llegamos a conocer tan bien en los próximos meses. Puede haber significado que intentaría arreglarlo, pero no. Realmente significaba que lo arreglaría, una sutil pero importante diferencia en la medida que él y su compatriota George Lowe estuvieran preocupados.

La expedición instaló su campo base en marzo de 1953 y, trabajando lentamente, ubicaron su asentamiento final en el collado Sur a 25 000 pies (7620,0 m) de altitud. El 26 de mayo, Bourdillon y Evans realizaron un primer intento, pero tuvieron que retroceder por fallos en el sistema de oxígeno del segundo. La pareja había alcanzado la cumbre sur, que se encuentra a 300 pies (91,4 m) de la cima en línea vertical. En consecuencia, Hunt dio instrucciones a Hillary y Tenzing de intentarlo.
El viento y la nieve los retrasó en el collado sur durante dos días. Se prepararon el día 28 con el apoyo de Lowe, Alfred Gregory y Ang Nyima. El dúo montó una tienda de campaña a 27 900 pies (8503,9 m) de altitud, mientras que el grupo de apoyo retrocedió montaña abajo. A la mañana siguiente, Hillary descubrió que había dejado fuera sus botas y quedaron sólidamente congeladas. Estuvo dos horas calentándolas en la estufa antes de que él y Tenzing, junto con dos mochilas de 30 libras (13,6 kg) cada una intentaran el ascenso final. El obstáculo final era una pared de piedra de 40 pies (12,2 m) que más tarde llevaría su nombre; Hillary escribió:

Me percaté de una grieta entre la roca y la nieve pegada a la cara este. Gateé dentro y me retorcí y empujé con fuerza como pude hasta el tope... Tenzing se unió lentamente a mí y seguimos adelante. Acorté pasos protuberancia tras protuberancia, preguntándome una poco desesperadamente dónde estaría la cumbre. Después vi que la cresta [que tenía] delante desaparecía hacia el norte y sobre mí a la derecha estaba una cúpula redonda de nieve. Unos pocos golpes más con mi hacha de hielo y Tenzing y yo estábamos en la cima del Everest.

Tenzing contó en su autobiografía de 1955 que Hillary dio el primer paso en la cumbre y luego él lo siguió. Alcanzaron los 29 028 pies (8847,7 m) del Everest —punto más alto de la Tierra— a las once y media de la mañana.
Estuvieron unos quince minutos allí. Hillary tomó una foto de Tenzing posando con su hacha de hielo, pero no hay una de Hillary; la autobiografía de Tenzing dice que simplemente rechazó que se la hiciera. También tomaron fotos apuntando hacia abajo de la montaña.
Tenzing dejó unos chocolates en la cumbre como ofrenda, y Hillary dejó una cruz que le dio John Hunt. El descenso se complicó debido a la acumulación de nieve que había cubierto sus rastros. La primera persona con la que se reunieron fue Lowe; Hillary dijo: «Bien, George, hicimos caer al bastardo».
Volvieron a Katmandú unos días más tarde y descubrieron que Hillary había sido designado con la Excelentísima Orden del Imperio Británico y Hunt con la de caballero. Las noticias alcanzaron el Reino Unido el día de la coronación de Isabel II, por lo que la prensa lo consideró como un regalo. Los treinta y siete miembros de la partida recibieron una medalla con la inscripción «Expedición al monte Everest» grabada a lo largo del borde. Además de los rangos otorgados a Hillary y Hunt, Tenzing —no apto para ello por ser ciudadano nepalí— recibió la medalla de Jorge. Tenzing también recibió la Estrella de Nepal del rey Tribhuvan.

### Después del Everest
Hillary escaló otros diez picos del Himalaya en sucesivas visitas en 1956, de 1960 a 1961, y de 1963 a 1965. También alcanzó el polo sur como parte de la expedición transantártica de la Commonwealth, donde dirigió la sección de Nueva Zelanda, el 4 de enero de 1958. Su grupo fue el primero en alcanzar el destino desde Roald Amundsen en 1911 y Robert Falcon Scott, y el primero en hacerlo con vehículos a motor.
En 1960, Hillary organizó la expedición Silver Hut, con Griffith Pugh, quien demostró que el Everest podía ser escalado sin oxígeno previo período de aclimatación de al menos seis meses a 20 000 pies (6096,0 m). Un asalto al Makalu, el quinto pico más alto del mundo, fracasó. Hillary estuvo dentro de la expedición durante cinco meses, aunque esta duró diez.
La expedición también buscó el místico abominable hombre de las nieves. No se halló ninguna evidencia, y todas las huellas y rastros encontrados demostraron ser por otras causas. Durante la expedición, Hillary viajó a templos remotos que contenían supuestos «cueros cabelludos del yeti»; sin embargo, después de traer tres de las antigüedades, demostraron ser en realidad de osos y una de un caprino grande. Hillary dijo tras la expedición: «El yeti no es una criatura extraña [y] superhumana como se ha imaginado. Hemos encontrado explicaciones racionales para la mayoría del fenómeno yeti».
En 1962, participó como invitado en el concurso televisivo What's My Line?; dejó sin palabras al jurado conformado por Dorothy Kilgallen, Arlene Francis, Bennett Cerf y Merv Griffin. En 1977, dirigió una expedición en lancha titulada «Ocean to Sky» —lit. en español: «Del océano al cielo»— desde la desembocadura del río Ganges hasta su nacimiento. De 1977 a 1979 trabajó como narrador a bordo de los vuelos escénicos a la Antártida operados por Air New Zealand, y fue programado para ser guía para el vuelo 901 que terminó en desastre fatal, pero tuvo que cancelarlo por tener otros compromisos. En 1985, acompañó a Neil Armstrong en una avioneta bimotor sobre el océano Ártico y aterrizando en el polo norte. Por tanto, Hillary se convirtió en la primera persona en alcanzar ambos polos y la cumbre del Everest. Este logro inspiró a generaciones de exploradores a competir sobre lo que más tarde se llamó el reto de los tres polos. En enero de 2007, Hillary regresó con una delegación a la Antártida para conmemorar el quincuagésimo aniversario de la apertura de la base Scott.

## Reconocimiento público
El 6 de enero de 1953, Hillary fue nombrado caballero de la Orden del Imperio Británico, y recibió la medalla de coronación de la reina Isabel II el mismo año. El 6 de febrero de 1987, se convirtió en el cuarto designado de la Orden de Nueva Zelanda. También fue galardonado con la medalla Polar en 1958 por su colaboración en la expedición transantártica, la clase comendador de la Orden al Mérito deportivo de Francia sobre 1960, la primera clase de la orden de Gorkha Dakshina Bahu en 1953 y otra medalla de coronación en 1975. El 22 de abril de 1995, Hillary fue nombrado caballero de la Orden de la Jarretera. El 17 de junio de 2004, Hillary fue nombrado miembro de la Orden al Mérito de la República de Polonia. El Gobierno de la India le confirió su segunda distinción civil más alta, el premio Padma Vibhushan, a título póstumo, en 2008.
Por el quincuagésimo aniversario después del primer ascenso exitoso al Everest, el Gobierno nepalí confirió la ciudadanía honorífica a Hillary en una celebración tipo jubileo de oro en Katmandú. Fue el primer extranjero en recibir ese honor.
Desde 1992, el billete de cinco dólares neozelandeses contiene un retrato de Hillary, lo que le convirtió en la única persona viva —que no sea un jefe de Estado— en aparecer en la moneda del país. Cuando concedió su permiso, Hillary insistió en que el monte Cook apareciera como telón de fondo en vez del Everest.
Las encuestas anuales del Reader's Digest entre 2005 y 2007 mostraron a Hillary como «el individuo más de confianza de Nueva Zelanda».
La organización benéfica preferida de Hillary fue la Sir Edmund Hillary Outdoor Pursuits Centre de la que fue patrocinador durante treinta y cinco años. Estaba particularmente entusiasta con cómo la organización introducía a los jóvenes neozelandeses  en las actividades en el exterior, de forma similar a su primera experiencia al monte Ruapehu en una excursión escolar a los dieciséis años. Una estatua de bronce de 2.3 m. fue erigida en el exterior de The Hermitage Hotel en Mount Cook Village; fue desvelada por el propio Hillary en 2003. Varias calles, instituciones y organizaciones a lo largo de Nueva Zelanda y en otros países llevan su nombre, como, por ejemplo, el Sir Edmund Hillary Collegiate, en Ōtara, que fue establecido por Hillary en 2001.
Dos accidentes antárticos también llevan el nombre de Hillary. La costa Hillary es una sección de litoral al sur de la dependencia Ross y al norte de la costa Shackleton. El cañón Hillary, ubicado debajo del mar de Ross, aparece en la Carta Batimétrica General de los Océanos, publicada por la Organización Hidrográfica Internacional.

## Vida privada
Hillary se casó con Louise Mary Rose (1930-1975) el 3 de septiembre de 1953, poco después de su ascenso al Everest; admitió que estaba aterrado por proponérselo y se lo confió a su madre para que lo hiciera en su lugar. Tuvieron tres hijos: Peter (nacido en 1954), Sarah (1956) y Belinda (1959-1975). El 31 de marzo de 1975, cuando estaban en camino para reunirse con Hillary en el pueblo de Phaphlu donde estaba colaborando en la construcción de un hospital, Louise y Belinda murieron cuando el avión que las llevaba se estrelló cerca del aeropuerto de Katmandú poco después de despegar. En 1989, se casó con June Mulgrew, viuda de su amigo cercano Peter Mulgrew, quien murió en el vuelo 901 de Air New Zealand en 1979.
Su hijo Peter también se convirtió en alpinista, al hacer cumbre en el Everest en 1990. En mayo de 2002, volvió a escalarlo como parte del quincuagésimo aniversario del primer ascenso hecho por su padre; Jamling Tenzing Norgay (hijo de Tenzing, quien murió en 1986) también formó parte de la expedición.
El hogar de Hillary durante la mayor parte de su vida fue una propiedad en Remuera Road en la ciudad de Auckland, donde disfrutaba leyendo novelas de aventuras y ciencia ficción durante su jubilación. También construyó un bach (cabaña o casa pequeña en la playa, en Nueva Zelanda) en Whites Beach, una de las playas de la costa oeste de Auckland en West Auckland, entre Anawhata y el norte de Piha. Un amigo lo llamó como el lugar de consuelo de Hillary, donde podía escapar de la atención mediática.
La familia de Hillary ha tenido conexión con la costa occidental de Auckland desde 1925, cuando el padre de Louise construyó un bach en Anawhata. La familia donó terreno en Whites Beach que ahora es cruzado por caminantes del sendero Hillary, nombrado en su honor. Hillary dijo de la zona: «Esta es la cosa que los viajes internacionales me traen a casa; siempre es bueno ir a casa. Este es el único lugar donde quiero vivir; este es el lugar donde quiero despedir mis días».

### Filantropía
Tras su ascenso al Everest, Hillary mostró devoción por asistir al pueblo sherpa de Nepal a través Himalayan Trust, organización que él mismo estableció en 1960 y dirigió hasta su muerte en 2008. Sus esfuerzos se han acreditado con la construcción de escuelas y hospitales en las remotas regiones del Himalaya. Fue presidente honorífico de la American Himalayan Foundation, una organización sin ánimo de lucro que ayuda a mejorar el medio ambiente y las condiciones de vida en ese mismo lugar. También fue presidente honorífico de Mountain Wilderness, una organización no gubernamental dedicada a la protección mundial de las montañas.

### Involucramiento en política
Hillary apoyó al Partido Laborista durante las elecciones generales de Nueva Zelanda de 1975, como miembro de la campaña «Citizens for Rowling» —trad. lit: «Ciudadanos por Rowling»—. Su involucramiento en esta campaña fue visto como un primer paso hacia la nominación a gobernador general; la posición fue ofrecida a Keith Holyoake en 1977. En 1985, Hillary fue designado como alto comisionado en la India —que también está acreditado ante Bangladés y Nepal— y estuvo cuatro años y medio en Nueva Delhi.
En 1975, Hillary sirvió como vicepresidente de la Abortion Law Reform Association of New Zealand, una organización en favor de la despenalización del aborto. También fue patrocinador de REPEAL, una institución que buscaba la derogación de la Ley sobre la Anticoncepción, Esterilización y Aborto de 1977.

## Muerte
El 22 de abril de 2007, mientras estaba de viaje en Katmandú, sufrió una caída y tuvo que ser hospitalizado a su regreso a Nueva Zelanda. El 11 de enero de 2008 murió por un fallo cardíaco en el Auckland City Hospital. Las banderas fueron colocadas a media asta en señal de luto en los edificios públicos de Nueva Zelanda y en la base Scott de la Antártida, y la primera ministra Helen Clark comentó que la muerte de Hillary era una «profunda pérdida para Nueva Zelanda».
El 21 de enero, su ataúd fue transportado a la catedral de la Santísima Trinidad de Auckland para la capilla ardiente. El 22 de enero de 2008 se celebró un funeral de Estado y después su cuerpo fue incinerado. El 29 de febrero de 2008, la mayoría de sus cenizas fueron esparcidas en el golfo de Hauraki como era su deseo. El resto de sus cenizas iban a ir a un monasterio nepalí cercano al Everest, pero el plan para dispersarlas por la cumbre fue cancelado en 2010.

### Homenajes póstumos
En enero de 2008, el aeropuerto de Lukla fue renombrado a Tenzing-Hillary como reconocimiento por su apoyo a la construcción. El 2 de abril de 2008, un servicio de acción de gracias en honor a Hillary en la capilla de San Jorge del castillo de Windsor fue atendido por la reina Isabel II, dignatarios neozelandeses como la primera ministra Helen Clark, así como las familias de Tenzing y Hillary; soldados gurkhas de Nepal hicieron guardia durante la ceremonia. En octubre de 2008, se anunció que los futuros partidos amistosos de rugby entre Inglaterra y Nueva Zelanda fueran jugados como Hillary Shield. En 2009, el premio Duque de Edimburgo en Nueva Zelanda —anteriormente llamado Reto de los jóvenes neozelandeses— fue renombrado a premio Hillary del duque de Edimburgo. El 5 de noviembre de 2008, un juego conmemorativo de cinco sellos fue lanzado por NZ Post.
Ha habido varios pedidos para rendir tributos a Hillary. El primero a gran escala fue a través del tributo «Summits for Ed» —lit. en español: «Cumbres para Ed»—, organizado por la Sir Edmund Hillary Foundation. El recorrido fue desde Bluff, abajo de la isla sur, a cabo Reinga, arriba de la isla norte, tras visitar treinta y nueve ciudades y pueblos por el camino. En cada recinto, los niños de los colegios y miembros del público fueron invitados a unirse a escalar una colina significante u otro sitio de su área para mostrar sus respetos a Hillary. El público también fue invitado a traer pequeñas rocas o guijarros que tuvieran especial significados para ellos, que serían incluidos en un memorial por Hillary a los pies del monte Ruapehu, en las propiedades de la Sir Edmund Hillary Outdoor Pursuits Centre. Los fondos donados durante la gira fueron usados por la fundación para patrocinar actividades al aire libre a jóvenes neozelandeses. Más de ocho mil personas atendieron el evento de escalada entre marzo y mayo de 2008.
La canción «Hillary 88», del dúo neozelandés The Kiwis, es el tema oficial en memoria de Hillary, con el apoyo de Lady Hillary.
Una ruta de cuatro días en las cordilleras Waitakere, junto a la costa occidental de Auckland, lleva el nombre de «sendero de Hillary» en su honor. El suegro de Hillary, Jim Rose, quien había construido un bach en Anawhata en 1925, escribió en su relato de 1982 sobre Anawhata Beach: «Mi familia anhela el tiempo cuando podremos caminar desde Huia a Muriwai en senderos públicos como los maoríes podían hacer antiguamente». Hillary amaba la zona y tuvo su propio bach cerca de Anawhata. El sendero abrió el 11 de enero de 2010, en el segundo aniversario de su muerte. El sendero Rose, que desciende desde Anawhata Road hasta Whites Beach está en honor a la familia de Rose.
La cresta sur del monte Cook, el pico más alto de Nueva Zelanda, fue renombrado en su honor el 18 de agosto de 2011. Hillary y otros tres escaladores fueron el primer grupo que lo escalaron exitosamente en 1948. En septiembre de 2013, el Gobierno de Nepal propuso nombrar un pico de 7681  en honor a Hillary. Después de que la misión New Horizons descubriera una cadena montañosa en Plutón el 14 de julio de 2015, fue oficialmente renombrada como «montes Hillary» por la Unión Astronómica Internacional. La Sir Edmund Hillary Mountain Legacy Medal, concedida por la organización no gubernamental nepalí Mountain Legacy, «por [un] servicio memorable en la conservación de la cultura y la naturaleza en regiones montañosas» fue inaugurada en 2003 con la aprobación de Hillary. Un busto de bronce (c. de 1953) de Ophelia Gordon Bell se encuentra en el museo Te Papa Tongarewa en Wellington. El archivo de Sir Edmund Hillary fue añadido al programa Memoria del Mundo de la Unesco en 2013, bajo control del museo del Memorial de Guerra de Auckland.
De 2016 a 2020, un programa migratorio piloto a Nueva Zelanda daba como premio la Hermandad Edmund Hillary, entre cuyos beneficios se encontraban una visa de tres años para crear, apoyar, e incubar negocios y modelos empresariales desde Nueva Zelanda. Después de ese período, los inmigrantes podrían optar a la residencia permanente. La Edmund Hillary Foundation, que operaba el programa piloto, afirmó que entre doscientas cincuenta a cuatrocientas visas fueron concedidas antes de que cerrara.